# Czerwony Dwór (powiat olecki)
Czerwony Dwór (niem. Rothebude) – osada w Polsce położona w województwie warmińsko-mazurskim, w powiecie oleckim, w gminie Kowale Oleckie.
W latach 1975–1998 miejscowość należała administracyjnie do województwa suwalskiego.
Siedziba Nadleśnictwa Czerwony Dwór.